# Jan Tarnowski (podpułkownik)

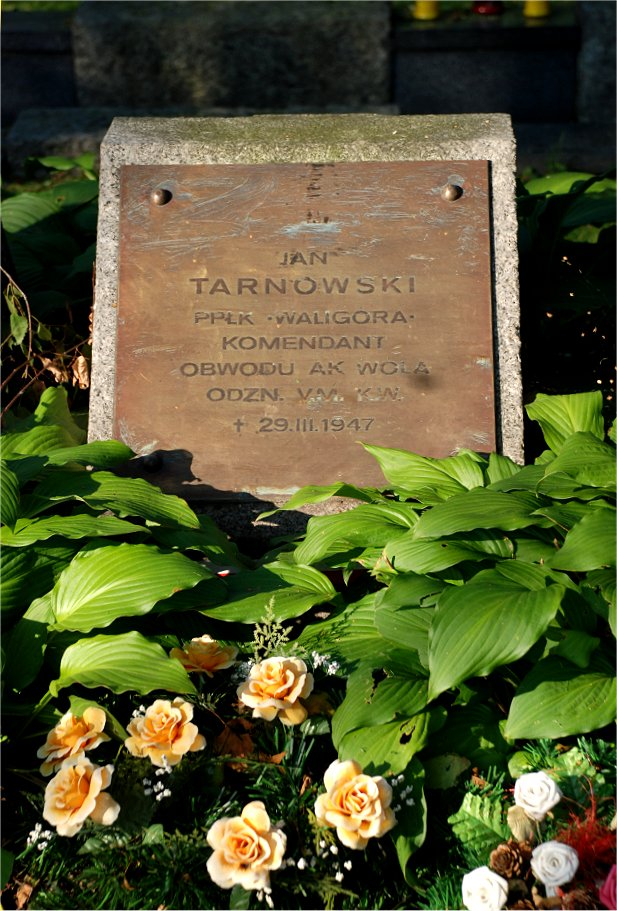
Grób na Powązkach

Jan Tarnowski ps. Waligóra, „Lelek” (ur. 1 marca 1904 w majątku Barcikowo – zm. 29 marca 1947 w Katowicach) – podpułkownik. Uczestnik powstania wielkopolskiego i wojny polsko-bolszewickiej 1920. W okresie II Rzeczypospolitej zawodowy oficer kawalerii. W czasie okupacji niemieckiej oficer Armii Krajowej i komendant III Obwodu AK Wola.
W powstaniu warszawskim dowódca Zgrupowania „Waligóra”.

## Życiorys
Syn ziemianina Stanisława Tarnowskiego i Wandy Dunin-Mieczyńskiej mieszkających w majątku Barcikowo. Uczył się w Gimnazjum im. Władysława Jagiełły w Płocku. Od 1918 członek Polskiej Organizacji Wojskowej, w listopadzie 1918 uczestniczył w rozbrajaniu Niemców. Następnie kontynuował naukę, lecz w lutym 1919 uciekł z domu do Jarocina, gdzie wstąpił do Oddziału Strzelców Wielkopolskich i uczestniczył w powstaniu wielkopolskim.
Po zakończeniu powstania wstąpił do Korpusu Kadetów nr 2 w Modlinie. Wziął udział w
wojnie polsko-bolszewickiej 1920. Wzięty do niewoli pod Sarnową Górą zbiegł w czasie transportu.
W 1922 wstąpił do Szkoły Podchorążych Piechoty, a w 1923 przeniósł się do Szkoły Podchorążych Artylerii w Toruniu. W latach 1924–1926 skończył ostatecznie Szkołę Podchorążych Kawalerii w Grudziądzu. Podporucznik ze starszeństwem z dniem 15 sierpnia 1926. Po ukończeniu szkoły został przydzielony do 13 pułku Ułanów Wileńskich. Porucznik ze starszeństwem z dniem 15 sierpnia 1928. Dowodził plutonem, od 1932 szwadronem, od 5 sierpnia do 25 października 1938 dowodził 1 szwadronem tatarskim.
W czasie wojny obronnej 1939 w stopniu rotmistrza, dowodził szwadronem 13 pułku Ułanów Wileńskich Wileńskiej Brygady Kawalerii. Po rozbiciu pułku przedostał się do Warszawy. Podczas okupacji niemieckiej był członkiem Związku Walki Zbrojnej, następnie Armii Krajowej. Początkowo był komendantem rejonu „Koło” Obwodu III – Wola pseudonim „Lelek”. Od kwietnia 1943 został komendantem Odwodu III – Wola. Jednocześnie otrzymał awans do stopnia majora. Był najmłodszym wiekiem i stopniem dowódcą obwodu w Warszawie.
W powstaniu warszawskim uczestniczył jako dowódca obwodu i dowódca Zgrupowania pod pseudonimem „Waligóra”. 8 sierpnia został ciężko ranny przy ul. Okopowej. Ewakuowany na Stare Miasto a następnie kanałami do Śródmieścia. Pomimo ran uczestniczył w działaniach bojowych. 2 października 1944 (ze starszeństwem z dniem 29 września) mianowany podpułkownikiem „za osobistą odwagę w okresie walk w Warszawie”.
Po kapitulacji przebywał w obozach jenieckich w Lamsdorf i Oflagu II C Woldenberg. Wrócił do kraju w marcu 1945. Pod przybranym nazwiskiem „Stanisława Mazurkiewicza” pracował w Raciborzu w fabryce mydła. Ujawnił się w trakcie amnestii w marcu 1947. Niebawem zmarł w szpitalu w Katowicach.
Odznaczony 7 września 1944 Krzyżem Walecznych i 16 września 1944 Srebrnym Krzyżem Orderu Virtuti Militari. Jednak odznaczenia Krzyżem Virtuti Militari nie potwierdzają źródła zawierające spisy odznaczonych.
W 1956 pochowany został na Cmentarzu Wojskowym na Powązkach w Warszawie (kwatera B24-12-4).